# Adventhöhle (Bad Reichenhall)
Die Adventhöhle ist eine Höhle im Müllnerberg, Bad Reichenhall, Landkreis Berchtesgadener Land. Sie hat früher wohl ein System mit der Pfingsthöhle gebildet. Ihre beiden Eingänge liegen nah beieinander. Die 350 m lange Höhle wurde 1955 von Siebert entdeckt.